# Osvaldo González
Osvaldo Alexis González Sepúlveda (ur. 10 sierpnia 1984 w Concepción) – chilijski piłkarz występujący najczęściej na pozycji prawego obrońcy, obecnie zawodnik Universidadu de Chile.

## Kariera klubowa
González urodził się w Concepción i jest wychowankiem tamtejszego zespołu CD Universidad. Do pierwszego zespołu został włączony wiosną 2004. Niebawem wywalczył miejsce w podstawowym składzie i podczas sezonu Clausura 2007 zdobył z drużyną tytuł wicemistrzowski.
W lipcu 2008 González za sumę wynoszącą około 350 tysięcy euro przeniósł się do czołowego zespołu Primera División de Chile – Universidadu z siedzibą w stolicy państwa, Santiago. Tutaj przez cały swój pobyt był podstawowym zawodnikiem drużyny, dzięki czemu doczekał się powołania do kadry narodowej i pierwszego miejsca w plebiscycie na najlepszego ligowego obrońcę w roku 2009. Razem z Universidadem wywalczył tytuł mistrza Chile podczas rozgrywek Apertury 2009. González wystąpił też w imprezach takich jak Copa Libertadores czy Copa Sudamericana.
Na początku stycznia 2010 González podpisał czteroletni kontrakt z meksykańską Tolucą. Universidad de Chile otrzymał 1,3 miliona euro z tytułu transferu. W swoim debiutanckim sezonie Chilijczyk wystąpił w większości meczów swojej drużyny, pomagając jej w zdobyciu tytułu mistrzowskiego.
Latem 2011 González na zasadzie rocznego wypożyczenia zasilił swój był klub, Universidad de Chile.

## Kariera reprezentacyjna
González po raz pierwszy został powołany do reprezentacji Chile w 2008 roku przez selekcjonera Marcelo Bielsę. Zadebiutował w niej 26 stycznia w meczu towarzyskim z Japonią.